# Vantablack

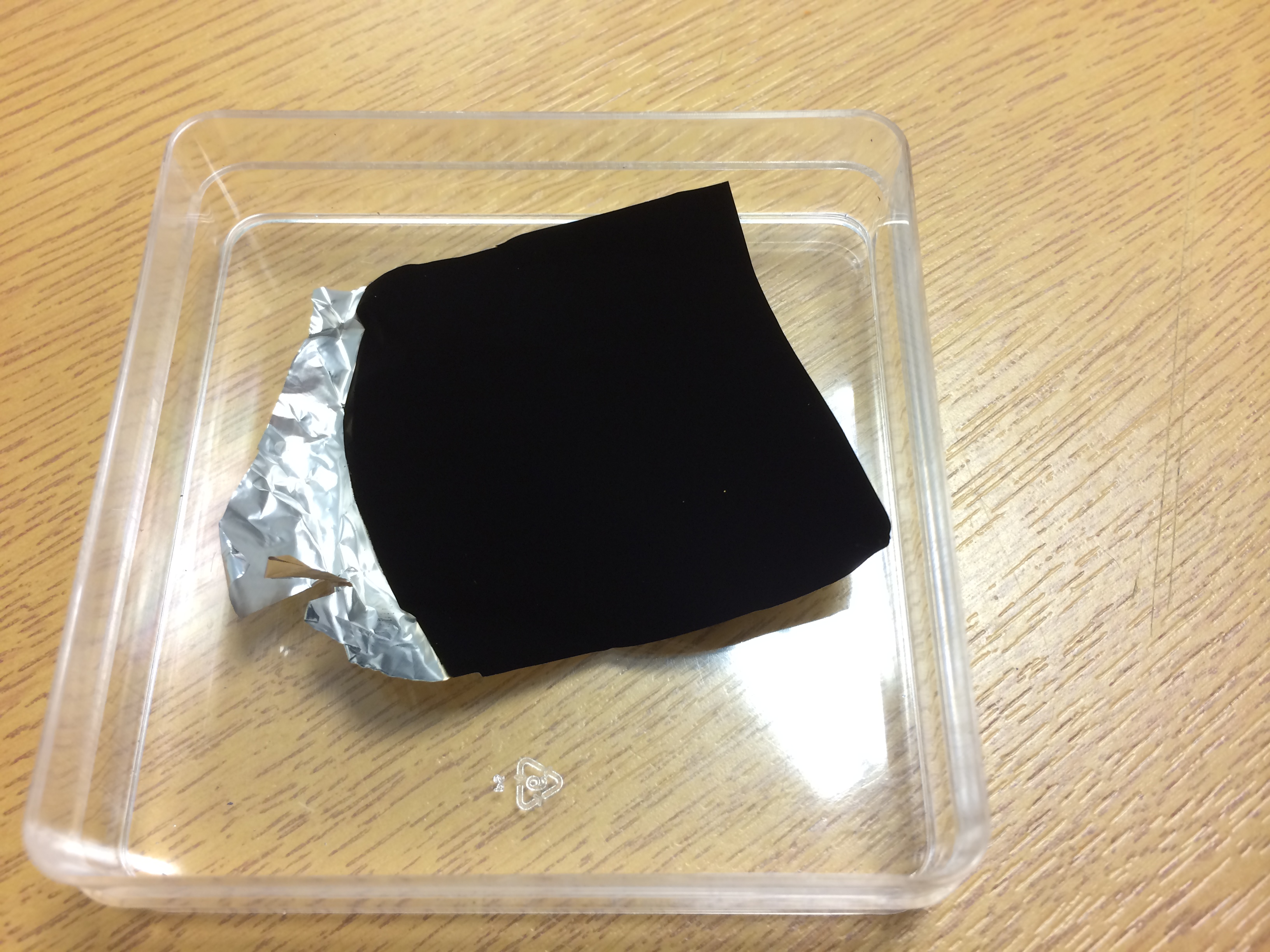
Vantablack

Vantablack är ett material som består av nanorör. Det absorberar upp till 99,965 % av inkommande strålning, vilket omfattar synligt ljus och andra vanliga frekvenser, till exempel mikrovågor och radiovågor. Det har utvecklats av det brittiska företaget Surrey NanoSystems och är ett av världens svartaste material.
Vanta i Vantablack är en förkortning av Vertically Aligned NanoTube Arrays. Materialet är uppbyggt av en tät skog av nanorör som växer i snabb takt. Nanorören är åtskilda och då en ljuspartikel träffar materialet, kommer den in mellan rören och studsar runt tills den absorberas och omvandlas till värme.
Vantablack är så svart att alla tredimensionella drag hos det objekt som materialet täcker suddas ut. Till och med när man böjer eller skrynklar till materialet ser det totalt platt ut. Dess förmåga att absorbera ljus har liknats vid hur ett svart hål uppträder.
Tekniken bakom Vantablack är inte ny, liknande material har funnits sedan 1990-talet, men Surrey NanoSystems har lyckats göra den användbar. Företaget har funnit ett sätt att binda nanorören till material såsom aluminiumfolie - material med egenskaper som liknar egenskaperna hos material i satelliter och teleskop.
En av Vantablacks fördelar är att det kan produceras i lägre temperaturer än andra material av samma typ. Det kan tillverkas i 400 grader celsius, jämfört med de 700 grader celsius som behövs för det svarta material som NASA producerat. Den lägre temperaturen ökar materialets praktiska användningsområden, eftersom höga temperaturer skapar hinder för direkt applikation på känslig elektronik samt andra material som har relativt låg smältpunkt. Vantablack har därtill god termisk stabilitet, god förmåga att tåla vibrationer samt låga nivåer av utgasning och partikelnedfall.
Ben Jensen, Surrey NanoSystems tekniska chef, jobbar på att ta fram en ännu mörkare version av Vantablack.

## Användningsområden
Vantablack har flera användningsområden inom rymd- och försvarssektorerna. Materialets ytterst låga reflektionsfaktor förbättrar känsligheten hos olika mätinstrument på jorden, i luften och i rymden. Eftersom materialet absorberar en så stor andel av synligt ljus och annan strålning, och inte reflekterar mer än 0,035 %, är detta ett material som kan användas bland annat för att hålla ströljus borta från känsliga instrument såsom teleskop. Vantablacks egenskaper kan förbättra känsliga teleskop så att deras förmåga att se även de mest avlägsna stjärnor förhöjs. Materialet kan även användas för att göra flygplan och andra objekt osynliga för radarsystem.